# Liste d'élections en 1923
Chronologie des élections
- 1919
- 1920
- 1921
- 1922
- 1923
- 1924
- 1925
- 1926
- 1927

Cette liste recense les élections organisées durant l'année 1923. Elle inclut les élections législatives et présidentielles nationales dans les États souverains, ainsi que les principaux référendums.
Au Royaume-Uni, les élections législatives en décembre portent au pouvoir pour la première fois un gouvernement socialiste et ouvrier, mais qui ne dispose pas d'une majorité absolue à la Chambre des communes et ne subsiste ainsi que quelques mois. L'Irlande, de son côté, connaît en août ses premières élections législatives depuis son indépendance en décembre 2022. 
Dans un contexte de début de montée de l'extrême-droite en Europe, le régime fasciste italien impose son emprise sur Saint-Marin, où sont organisées en mars des élections législatives sans aucun choix pour les électeurs, garantissant la victoire aux fascistes.

## Par mois

### Janvier
| Date       | Pays     | Élections      | Notes | Résultats |
| ---------- | -------- | -------------- | ----- | --- |
| 14 janvier | Salvador | Présidentielle |       | Son adversaire Miguel Tomás s'étant retiré et ayant appelé ses partisans à boycotter l'élection, Alfonso Quiñónez Molina (Parti national démocrate) est largement élu, succédant à son beau-frère Jorge Meléndez Ramírez qui lui avait lui-même succédé en 1919. |

### Février
| Date             | Pays    | Élections  | Notes | Résultats |
| ---------------- | ------- | ---------- | --- | --- |
| 17 au 19 février | Estonie | Référendum | Référendum proposant un enseignement religieux dans les écoles publiques. Cette consultation populaire résulte d'un désaccord au sein du gouvernement de coalition. La proposition de loi du Parti chrétien-démocrate pour un enseignement religieux ayant été rejetée par le Parlement et le reste du gouvernement, le parti obtient qu'elle soit soumise aux citoyens. | La proposition est approuvée par 71,9 % des votants. Désavoué, le gouvernement de Juhan Kukk démissionne, et des élections législatives anticipées se tiennent en mai. |

### Mars
| Date    | Pays                                    | Élections    | Notes | Résultats |
| ------- | --------------------------------------- | ------------ | --- | --- |
| 4 mars  | Saint-Marin                             | Législatives | Les forces fascistes italiennes ayant de fait envahi le pays, les élections se déroulent dans un contexte d'intimidations qui empêchent les partis de gauche de participer. Les partis de droite forment une liste unique sous la direction des fascistes. Le scrutin ne présente ainsi aucun choix aux électeurs. | Avec un taux de participation de seulement 35,5 %, le « Bloc patriotique » remporte mécaniquement tous les sièges. Le Parti fasciste y détient la majorité absolue, les autres sièges revenant au Parti populaire (chrétien-conservateur) et à l'Union démocrate (libéral-conservatrice). Giuliano Gozi, fondateur du Parti fasciste, devient capitaine-régent. Les autres partis sont dissous en 1925, Saint-Marin devenant formellement un État fasciste à parti unique. |
| 18 mars | Royaume des Serbes, Croates et Slovènes | Législatives | Une partie de l'opposition est réprimée, la police militaire intimide des électeurs et les membres de certaines minorités ethniques sont de fait privés du droit de vote. | Parlement sans majorité. Le Parti radical populaire (conservateur, serbe) y est la principale force avec plus d'un tiers des sièges. Nikola Pašić (radical populaire) demeure Premier ministre. |

### Avril
| Date     | Pays    | Élections    | Notes | Résultats |
| -------- | ------- | ------------ | ----- | --- |
| 29 avril | Espagne | Législatives |       | L'alliance des partis libéraux (centre et centre-gauche) remportent la majorité absolue des sièges au Congrès des députés. Ils remportent également une large majorité au Sénat, élu au suffrage indirect le 13 mai. Manuel García Prieto (Parti libéral : centre-gauche social-libéral), nommé Premier ministre en décembre 1922 après le désastre d'Anoual, demeure Premier ministre. Il est renversé par un coup d'État en septembre. |

### Mai
| Date  | Pays        | Élections                      | Notes | Résultats |
| ----- | ----------- | ------------------------------ | --- | --- |
| 3 mai | Terre-Neuve | Législatives                   | Terre-Neuve est à cette date un dominion et, de fait, un État indépendant. | Le Parti de réforme libérale conserve la majorité absolue des sièges et Richard Squires demeure Premier ministre. Arrêté et inculpé pour corruption électorale en septembre, il est remplacé comme chef du parti et comme Premier ministre par William Warren. La destitution du gouvernement par une motion de censure au Parlement en mai 1924 entraîne la tenue d'élections anticipées.           |
| 7 mai | Estonie     | Législatives                   | Élections anticipées, le gouvernement estimant avoir perdu la confiance de la population. Le Parti communiste est interdit de participation. | Parlement sans majorité. Le parti Assemblées de fermiers (droite conservatrice agrarienne) est premier mais avec moins d'un quart des sièges. Konstantin Päts (AF) devient Riigivanem (chef de l'État et du gouvernement), à la tête d'un gouvernement de coalition avec le Parti chrétien-démocrate, le Parti populaire (centre-droit) et le Parti travailliste (centre-gauche réformiste et laïc). |
| mai   | Libéria     | Législatives et présidentielle | Le Libéria est de fait à cette date le premier régime à parti unique au monde. Seuls les descendants des colons afro-américains ont par ailleurs le droit de vote ; la population autochtone du pays est soumise à une forme d'esclavage. Les élections de 1923 sont marquées par des fraudes massives. Il y a plus de quinze fois plus de votants qu'il n'y a de citoyens inscrits sur les listes électorales. | Charles D. B. King (parti True Whig : conservateur, autoritaire) est déclaré réélu président de la République avec quelque 88 % des voix face à Samuel Harmon (Parti populaire). |

### Juin
| Date    | Pays    | Élections    | Notes | Résultats |
| ------- | ------- | ------------ | --- | --- |
| 28 juin | Turquie | Législatives | Les élections se déroulent durant la guerre civile turque qui oppose les nationalistes, constituant la Grande Assemblée nationale de Turquie, au gouvernement du sultan ottoman. Premières élections au suffrage universel masculin (remplaçant le suffrage censitaire). | Seul mouvement à participer à ces élections, l'Association pour la défense des droits nationaux (progressiste, laïque, républicaine) remporte mécaniquement tous les sièges. Fethi Okyar devient Premier ministre tandis que Mustafa Kemal, chef du mouvement, demeure président de l'Assemblée. L'Assemblée abolit le sultanat en novembre, et Mustafa Kemal devient président de la république de Turquie. C'est le début de la « révolution kémaliste », une modernisation progressiste de la Turquie sous un gouvernement autoritaire. |

### Août
| Date    | Pays    | Élections    | Notes | Résultats |
| ------- | ------- | ------------ | --- | --- |
| 27 août | Irlande | Législatives | Premières après l'indépendance du pays en décembre 1922. Elles font suite également à la guerre civile irlandaise de 1922-1923, remportée par le gouvernement. | Parlement sans majorité. Le parti Cumann na nGaedheal (centre-droit chrétien-démocrate, conservateur et pro-traité) accroît sa majorité relative des sièges. Comme à l'issue des élections de 1922, les Républicains (centre-droit chrétien-démocrate, conservateurs, nationalistes radicaux anti-traité) refusent de siéger, conférant ainsi de fait la majorité absolue des sièges au Cumann na nGaedheal. William T. Cosgrave (CnG) demeure Premier ministre. |

### Septembre
| Date         | Pays   | Élections    | Notes     | Résultats                                |
| ------------ | ------ | ------------ | --------- | ---------------------------------------- |
| 27 septembre | Égypte | Législatives | 1er tour. | Le second tour se tient en janvier 1924. |

### Octobre
| Date             | Pays     | Élections                      | Notes | Résultats |
| ---------------- | -------- | ------------------------------ | --- | --- |
| 21 octobre       | Autriche | Législatives                   | | Parlement sans majorité. Le Parti chrétien-social (droite conservatrice, catholique, populiste et antisémite) perd sa majorité absolue des sièges mais conserve une confortable majorité relative. Ignaz Seipel demeure chancelier. |
| 27 octobre       | Islande  | Législatives                   | Les femmes ont désormais le droit de vote au même âge que les hommes (25 ans), au lieu de 40 ans précédemment. | Le nouveau Parti citoyen (centre-droit conservateur) remporte la majorité absolue des sièges à la chambre basse et la majorité relative à la chambre haute. Il devient le Parti conservateur après les élections, et le conservateur Jón Magnússon devient Premier ministre. |
| 27 au 29 octobre | Honduras | Législatives et présidentielle | | Congrès sans majorité. Le Parti libéral constitutionnaliste y remporte la majorité relative. Tiburcio Carías Andino (Parti national : droite) est en tête à l'élection présidentielle avec 47,1 % des voix face aux deux autres candidats. Aucun candidat n'ayant obtenu la majorité absolue des voix, c'est le Congrès qui doit élire le président de la République. Le président sortant Rafael López Gutiérrez (Parti libéral : conservateur, libéral en économie) décrète toutefois l'état d'urgence et tente de se maintenir au pouvoir. Tiburcio Carías déclenche une brève guerre civile pour tenter de prendre le pouvoir. |

### Novembre
| Date     | Pays  | Élections    | Notes | Résultats |
| -------- | ----- | ------------ | ----- | --- |
| novembre | Perse | Législatives |       | Parlement sans majorité. Le Parti pour le renouveau (moderniste, progressiste, laïc) et le Parti socialiste (gauche socialiste républicaine) forment une alliance de gouvernement. Hassan Mostofi ol-Mamalek (Parti pour le renouveau) est nommé Premier ministre par le shah Ahmad Chah Qadjar. Son ministre de la Guerre Reza Shah lui succède comme Premier ministre quelques mois plus tard, puis se fait élire shah par le Parlement en 1925. |

### Décembre
| Date        | Pays        | Élections                      | Notes | Résultats |
| ----------- | ----------- | ------------------------------ | --- | --- |
| 2 décembre  | Costa Rica  | Législatives et présidentielle | Le président sortant Julio Acosta García (Parti républicain) ne peut pas se représenter. | Le Parti républicain (centre-droit libéral) obtient une courte majorité absolue des sièges au Parlement. Ricardo Jiménez Oreamuno (Parti républicain), précédemment président de 1910 à 1914, est élu avec 42,5 % des voix face à deux autres candidats dont notamment Alberto Echandi (Parti agricole ; 37,3 %). |
| 2 décembre  | Grèce       | Législatives                   | Élections anticipées. Après la défaite des Grecs à la guerre gréco-turque, un coup d'État militaire renverse le gouvernement royaliste et tue le Premier ministre Dimítrios Goúnaris. Les partis monarchistes s'abstiennent de participer au scrutin qui s'ensuit. | Alternance. Le Parti libéral (libéral, républicain) remporte la majorité absolue des sièges. Le roi Georges II part en exil. Elefthérios Venizélos (Parti libéral) devient Premier ministre. Le Parlement organise pour avril 1924 un référendum pour l'instauration d'une république. |
| 6 décembre  | Royaume-Uni | Législatives                   | Élections anticipées : Le Premier ministre conservateur Stanley Baldwin a convoqué ces élections pour obtenir un mandat des citoyens en faveur de la mise en place d'une politique protectionniste.                                                                | Parlement sans majorité. Le Parti conservateur (centre-droit) perd sa majorité absolue des sièges mais conserve la majorité relative. Le Parti travailliste (socialiste, parti ouvrier) progresse et obtient près d'un tiers des sièges. Stanley Baldwin ne parvient pas à constituer un gouvernement. Ramsay MacDonald devient Premier ministre à la tête d'un gouvernement minoritaire travailliste avec le soutien sans participation du Parti libéral (social-libéral). C'est le premier gouvernement travailliste de l'histoire du Royaume-Uni. Les libéraux lui retirent leur confiance après quelques mois, provoquant de nouvelles élections anticipées en octobre 1924. |
| 27 décembre | Albanie     | Législatives                   | | Le Parti progressiste (droite conservatrice et autoritaire) et ses alliés conservent la majorité absolue des sièges. L'opposition dénonce des fraudes et des actes d'intimidation. Ahmet Zogu demeure initialement Premier ministre, puis est évincé par une révolte et fuit le pays. |
| décembre    | Guatemala   | Législatives                   | | Avec de forts soupçons de fraude, le Parti libéral (libéralisme classique) remporte la totalité des sièges. |